# 卡萨莱蒙费拉托
卡萨莱蒙费拉托（義大利語：Casale Monferrato，義大利語發音：[kaˈzaːle momferˈraːto]）是意大利皮埃蒙特大区亚历山德里亚省蒙菲拉托地区的一个市镇，位于波河平原，西距都灵60（37英里）。
在古罗马时代它就已经是地区中心，但在罗马帝国覆灭之后衰败，直至15世纪才再度兴起。16世纪时它成为巴列奥略王朝首都，后属貢扎加家族。17和18世纪成为法国和西班牙军队争夺的战略要地。在意大利统一时期，它是抵御奥匈帝国进攻的桥头堡。
现代的卡萨莱蒙费拉托则位于都灵-米兰-热那亚工业区内，是一座工业城市，主要生产水泥，但由此也导致工业污染和居民健康问题，石棉水泥工厂排放的污染物令大量居民罹患间皮瘤。